# Vodacom
Vodacom Group és la companyia telefònica líder de Sud-àfrica, amb més de 55 milions de clients. Part de Vodafone Group, va ser el primer a oferir serveis 3G i, per tant, una xarxa UMTS a Sud-àfrica i també a oferir HSDPA.
Per al 2007 va anunciar la implementació de la xarxa HSUPA.
A més de Sud-àfrica, Vodacom també ofereix serveis GSM a Tanzània, Lesotho, Moçambic i la República Democràtica del Congo.
Proporciona cobertura al mont Kilimanjaro, que va ser durant anys (fins a la cobertura de l'Everest) el punt més alt assolit pel senyal GSM.
Els principals competidors de Vodacom són MTN, Cell C i Virgin Mobile.
Vodacom era propietat del 50% de Vodafone i el 50% de Telkom.